# شعله یوکسل شنلر
سول یوکسل سنلر (ترکی استانبولی: Şule Yüksel Şenler; زادهٔ ۲۹ مهٔ ۱۹۳۸ – ۲۸ اوت ۲۰۱۹) نویسنده اهل ترکیه بود.
او در طول زندگی خود تبلیغات زنانه انجام داد و دیدگاه و شیوه زندگی اسلامی را پیشنهاد کرد.